# Antifa: 反ファシズム・ハンドブック
Antifa: 反ファシズム・ハンドブック（アンティファ: はんファシズム・ハンドブック、英語: Antifa: The Anti-Fascist Handbook）は2017年にマーク・ブレイ(Mark Bray)がアメリカ合衆国で出版した反ファシズムおよびANTIFAの歴史に関する書籍。

## 概要
"Antifa"は"Anti-Fascist"（反ファシスト）を意味する略語で、また1930年代のドイツの反ファシズム運動の組織名の略称であり、更には1970年代以降の現代でドイツ、イギリス、アメリカ合衆国などに存在する反ファシズム運動の名称として使用されている。
著者のマーク・ブレイは現代ヨーロッパにおける人権、テロリズム、政治的急進主義の歴史家で、2011年のウォール街を占拠せよに参加した。ウォール・ストリート・ジャーナル等に執筆し、ラトガース大学で歴史を教えている。
書籍の目次は以下の通り。
- はじめに
- 第1章 「奴らを通すな!」 1945年までの反ファシズム
- 第2章 「決して繰り返すな」1945-2003年 現代のAntifaの構築
- 第3章 今日の「ピンストライプ・ナチス」と反ファシズム
- 第4章 反ファシストの歴史的な4つの教訓
- 第5章 「寛容な左派は沢山だ!」「基盤不要」そしてフリースピーチ
- 第6章 戦略、（非）暴力、毎日の反ファシズム
- おわりに 白人のプライド（または白人は不可抗力）におやすみ

なお第1章の「奴らを通すな!」はスペイン内戦時にドロレス・イバルリが使用した言葉で「ファシストを通すな!」の意味を持つ。